# Andreas Krogh
Andreas Jens Krogh (Oslo, Noruega, 9 de julho de 1894 – Oslo, Noruega, 25 de abril de 1964) foi um patinador artístico norueguês que competiu em competições individuais e de duplas. Ele foi medalhista de prata olímpico em 1920.

## Principais resultados

### Individual masculino
| Resultados                                            | Resultados      | Resultados    | Resultados      | Resultados       | Resultados    | Resultados    | Resultados    | Resultados      |
| Internacional                                         | Internacional   | Internacional | Internacional   | Internacional    | Internacional | Internacional | Internacional | Internacional   |
| Evento/Temporada                                      | 1911– 1912      |               | 1913– 1914      | 1914– 1915       |               | 1919– 1920    |               | 1934– 1935      |
| ----------------------------------------------------- | --------------- | ------------- | --------------- | ---------------- | ------------- | ------------- | ------------- | --------------- |
| Jogos Olímpicos                                       |                 |               |                 | Medalha de prata |               |               |               |                 |
| Nacional                                              |                 |               |                 |                  |               |               |               |                 |
| Campeonato Norueguês                                  | Medalha de ouro |               | Medalha de ouro | Medalha de ouro  |               |               |               | Medalha de ouro |
|                                                       |                 |               |                 |                  |               |               |               |                 |
| Legenda: Competição não foi disputada nesta temporada |                 |               |                 |                  |               |               |               |                 |

### Duplas com Astrid Nordsveen
| Campeonato Norueguês | Medalha de ouro |